# Cresslands
Cresslands es una localidad de Santa Lucía que forma parte del distrito de Soufrière.